# Дофен, Клод (предприниматель)
Клод Дофе́н (фр. Claude Dauphin; 10 июня 1951, Ульгат, департамент Кальвадос, Франция — 30 октября 2015, Богота, Колумбия) — французский предприниматель, торговец, миллиардер. Основатель, президент и генеральный директор (до 2014) компании Trafigura.

## Биография
Родился в небольшом городке в Нормандии на севере Франции. Его отец владел фирмой по переработке вторсырья. Не получил формального образования.
Устроился на работу в посредническую компанию по торговле металлами в Париже. В 1977 году перешёл в управляемую известным трейдером Марком Ричем крупнейшую компанию-трейдер Mark Rich со штаб-квартирой в Швейцарии. Поскольку Дофен владел немного испанским языком, он вскоре назначен управляющим компании в Ла-Пас, Боливия. Используя свои способности переговорщика, к концу 1980-х годов Клод Дофен превратил своего работодателя в крупнейшего трейдера Латинской Америки. Затем Дофен наладил многочисленные деловые связи для Mark Rich со странами рассыпавшегося Советского блока: СССР, Болгарии, Румынии и т. д.
В 1992 году с пятью другими бывшими высокопоставленными сотрудниками Mark Rich основал в Швейцарии собственную компанию Trafigura, интересами которой были нефть, металлы, руды и нерудное сырьё. Будучи практически единоличным руководителем Trafigura, к 2000-м годам превратил её в глобального трейдера — одного из четырёх крупнейших негосударственных в мире. Прибыль созданной с нуля компании составила в 2015 году 1 — 1,1 миллиарда долларов США, чистая прибыль — 654 миллиона швейцарских франков, в ней трудились 5300 человек, из которых 700 высших менеджеров были совладельцами компании. В 2015 году компания была четвёртой крупнейшей по обороту швейцарской компанией.
Чёрным пятном на биографии Клода Дофена оказался скандал с теплоходом Probo Koala, зафрахтованным Trafigura. В 2006 году с него были слиты в канализацию Абиджана, Кот-д'Ивуар нефтяные отходы, что вызвало экологическую катастрофу и смерть не менее 15 человек. Дофен прилетел в страну урегулировать ситуацию, в результате оказался арестован вместе с командой и провёл пять месяцев в абиджанской тюрьме. В результате Trafigura оплатила возмещение ущерба в размере 200 миллионов долларов США, но так и не признала свою вину, обвинив в случившемся местных субподрядчиков. Одновременно с этим неприятным инцидентом, возглавлявшийся Клодом Дофеном благотворительный фонд Trafigura Foundation осуществлял широкомасштабные программы более чем в 30 странах мира. Среди крупных благотворительных проектов Дофена были, например, проект доступного школьного образования для детей из удалённых сельских регионов Перу и проект создания теплиц для фермеров.
По оценкам журнала Forbes в 2013 году личное состояние Клода Дофена превысило один миллиард долларов США. По многочисленным воспоминаниям, Клод Дофен отличался чрезвычайной жёсткостью, но при этом результативностью в переговорах, и при этом огромной работоспособностью: рабочий день Дофена в среднем составлял 18 часов. Лишь в 2014 году он оставил оперативное управление созданной им бизнес-империи, не в состоянии более сопротивляться диагностированному у него за год до этого раку, при этом сохранив за собой пост президента.
Скончался 30 октября 2015 года в Боготе, Колумбия, куда приехал по рабочим делам.